# Ясенок (річка)
Ясенок(рос. Ясенок) — річка в Росії, у Людиновському й Думініцькому районах Калузької області. Ліва притока Жиздри (басейн Оки).

## Опис
Довжина річки 32 км, найкоротша відстань між витоком і гирлом — 19,40 км, коефіцієнт звивистості річки — 1,65. Площа басейну водозбору 254 км².

## Розташування
Бере початок на північно-східній околиці села Запрудного. Спочатку тече переважно на південний захід, повертає на південний схід, потім тече на північний схід через Чорний Потік. Знову повертає на південний схід і тече далі через Ясенок і на південний захід від села Палікі впадає у річку Жиздра, ліву притоку Оки.
Населені пункти вздовж берегової смуги: Букань, Ослінка, Андрієво-Палікі, Нижнє Ашково, Верзнє Ашково, Пиренка.
Притоки: Понокла (права), Сектець (ліва).
Біля села Ясенок річку перетинає єврошлях E101М3 (Москва — Київ).

## Цікаві факти
- У XIX столітті на річці у селі Ясенок поцював 1 водяний млин[2].